# Le Retour de l'homme colosse
Série
The Amazing Colossal Man
(1957)
Pour plus de détails, voir Fiche technique et Distribution.
Le Retour de l'homme colosse (War of the Colossal Beast) est un film américain de science-fiction réalisé par Bert I. Gordon et sorti en 1958. Il s'agit de la suite du film The Amazing Colossal Man sorti en 1957.

## Fiche technique
- Titre original : War of the Colossal Beast
- Titre original : Le Retour de l'homme colosse
- Réalisation : Bert I. Gordon
- Scénario : George Worthing Yates
- Musique : Albert Glasser
- Photographie : Jack A. Marta
- Montage : Ronald Sinclair
- Production : Bert I. Gordon
- Société de production : Carmel Productions
- Pays d'origine :  États-Unis
- Langue originale : Anglais
- Format : Noir et blanc
- Genre : Science-fiction
- Durée : 69 minutes
- Date de sortie : 1958

## Distribution
- Duncan "Dean" Parkin : Lt. Colonel Glenn Manning/Colossal Man
- Sally Fraser : Joyce Manning
- Roger Pace : Major Mark Baird
- Dean Parkin : Lt. Col. Glenn Manning